# Bitwa pod Gergowią
Bitwa pod Gergowią – bitwa stoczona w roku 52 p.n.e. pomiędzy armią rzymską dowodzoną przez prokonsula Gajusza Juliusza Cezara a powstańczą armią galijską pod wodzą Wercyngetoryksa
Bitwa pod Gergowią była jednym z epizodów realizowanego przez Juliusza Cezara podboju Galii w latach 58–52 p.n.e. W roku 52 przeciwko Rzymianom wybuchło powstanie, na czele którego stanął Wercyngetoryks syn Celtyllusa, jeden z możnowładców wywodzących się z plemienia Arwernów. Plemię to znajdowało się w samym centrum Galii w Masywie Centralnym – dziś Owernia. Byli potężnym ludem skupiającym w swym ręku handel z okolicznymi plemionami. Kontrolowali również dwie główne rzeki: Allier i Loarę. Próbowali stworzyć konfederację, dzięki czemu mogli mieć wpływ na wszystkie ludy Galii. Nazwa tego plemienia – Arveni oznacza tyle co rolnicy.
Podczas kampanii w 52 r., po zdobyciu Avaricum, Juliusz Cezar wyruszył do kraju Eduów. Po rozwiązaniu kwestii przywództwa nad tym plemieniem Cezar rozpoczął pościg za powstańczą armią Galów. Mając rozeznanie co do sił przeciwnika, rozdzielił swe wojska: Tytus Labienus na czele czterech Legionów (IV, VI, VII, XII) oraz połowy jazdy wyruszył przeciwko Senonom i sprzymierzonym z nimi Paryzjom. Sam prokonsul na czele pozostałej jazdy i sześciu legionów (VIII, IX, X, XIII, XV oraz legion wypożyczony od Pompejusza, łącznie ok. 25 tysięcy ludzi) wyruszył w ślad za armią Wercyngetoryksa wprost do Gergowii - stolicy Arwernów. Armia rzymska posuwała się prawym brzegiem rzeki Elaver (Allier), w kierunku jej źródeł. Aby uniemożliwić Rzymianom przeprawę, Wercyngetoryks nakazał zniszczyć wszystkie mosty na rzece, maszerując jednocześnie równolegle do Rzymian po drugiej stronie rzeki. Cezar zdołał przeprawić się przez rzekę, co skłoniło Galów do wycofania się w kierunku głównego oppidum Arwernów – Gergowii. Sytuacja taka bardzo odpowiadała Cezarowi, gdyż nauczony doświadczeniem wyniesionym z dotychczasowych kampanii, liczył na to, że Galowie zamknięci w swym oppidum będą mieli ograniczone pole manewru, a znając przewagę Rzymian w umiejętności zdobywania galijskich warowni, widział się już zdobywcą miasta i zwycięzcą nad galijską armią.
Pięć dni po przeprawieniu się przez Elaver Cezar stanął pod Gergowią. Miasto leżało na wzgórzu o wysokości 774 m n.p.m., które miało strome zbocza, zwłaszcza od strony północnej i wschodniej. Różnica w poziomach bliska 300 m powodowała, że oppidum Arwernów wydawało się nie do zdobycia. Po dokładnym rozejrzeniu się w terenie zgodnie z regulaminem rzymskiej armii, zbudowano obóz po stronie południowo-wschodniej, a następnie na rozkaz Cezara zaczęto kopać umocnienia, mając na celu opasanie Gergowii linią wałów i rowów, które odcięłyby Galów od zaplecza. W tym celu umieścił obóz legionów najbliżej umocnień Gergowii, prawdopodobnie na wzgórzu Chanturgue. Przez zaskoczenie Rzymianie zajęli po kilku dniach także mały obóz galijski na sąsiednim wzgórzu La Roche Blanche, znajdującym się u południowego stoku góry, na której wznosiła się Gergowia. Częściowo pozbawili w ten sposób obrońców dostępu do świeżej wody oraz żywności. Mając to na uwadze Wercyngetoryks, obawiał się, że Rzymianie mogliby opanować zachodnie, najłagodniejsze podejście do miasta, gdzie jakby siodłem łączyło się ono z pasmami okolicznych wzniesień, dlatego więc postanowił umocnić wzgórze poprzez wybudowanie kolejnego muru mającego w zamyśle zatrzymać napór Rzymian i uniemożliwić im dalsze postępy w pracach oblężniczych.
Bitwa rozpoczęła się w dniu, kiedy Cezar po dokonaniu inspekcji umocnień, stwierdził, że dotychczasowe stanowiska Galów na południowym stoku góry są opustoszałe – „Kiedy bowiem przyszedł do mniejszego obozu dla skontrolowania postępu robót, zauważył, że wzgórze, które znajdowało się w rękach nieprzyjaciół i którego rozpoznania, prawie że nie można było przeprowadzić w ostatnich dniach ze względu na masę wojowników, jest ogołocone z ludzi”. Cezar postanowił więc niezwłocznie wykorzystać sprzyjający moment i przeprowadzić atak na umocnienia samego miasta. Dla odwrócenia uwagi obrońców Cezar nakazał swojej jeździe, a następnie także przebranym poganiaczom dosiadającym muły, aby udawali jeźdźców i poprzez dokonywanie licznych manewrów pozorowali ruchy wojsk rzymskich przygotowujących się do ataku na wzgórze od strony zachodniej. Manewry te były widoczne zarówno z miejsca gdzie Galijscy wojownicy wznosili nowy mur, jak i z miasta, którego zdezorientowani mieszkańcy nie wiedzieli, w jaki sposób interpretować te poczynania. Po tej demonstracji jeden legion w pełnym szyku ze sztandarami i muzyką pomaszerował w kierunku wzgórza, które zajmowali Galowie budujący umocnienia od strony potoku Clemensat. Legion ten następnie zatrzymał się na skraju lesistej doliny, mając za zadanie ubezpieczenie reszty armii mającej przypuścić szturm na oppidum. Te wszystkie manewry rzeczywiście zdezorientowały dowództwo Galów. Wercyngetoryks na skutek panicznych meldunków i własnych obserwacji doszedł do wniosku, że Cezar chce faktycznie zaatakować wzgórze, na którym znajdowali się obecnie wojownicy galijscy. Dlatego przesunął swe oddziały w kierunku spodziewanego ataku Rzymian. Widząc ruchy Galów, Cezar rozkazał pozostałym legionom skrycie przemieścić się do małego obozu. Kiedy legiony były gotowe do ataku, Cezar wydał rozkaz natarcia na wzgórze, nakazując jednocześnie posiłkowym oddziałom wojowników edueńskich, by ruszyli dłuższą, okrężną drogą i zaatakowali miasto od południowego wschodu z głównego obozu rzymskiego. (Zgodnie z regulaminem rzymskiej armii w warownym obozie nie mógł przebywać nikt obcy. Wojownicy edeńscy mieli swój oddzielny obóz).
Cezar w swoich komentarzach do wojny galijskiej nie wyjawia swych planów. Tak więc można jedynie przypuszczać, że mógł on chcieć zdobyć oppidum i pozbawić Wercyngetoryksa oparcia w silnie obwarowanej twierdzy, lub poprzez pozorowanie ataku na miasto skłonić Galów do otwartej bitwy w terenie niesprzyjającym rozwinięciu dużych mas kawaleryjskich. Galowie, mający liczebną przewagę nad Rzymianami (zwłaszcza w jeździe), nie mogliby bowiem jej wykorzystać  w stosunkowo wąskich dolinach pomiędzy otaczającymi Gergowię wzgórzami porośniętymi gęstym borem. Wydaje się jednak, że przebieg całej bitwy może sugerować próbę zdobycia arwernijskiego oppidum w sytuacji, kiedy większa część Galów opuściła swoje obozy wokół miasta i budowała mur z drugiej strony wzgórza, od zachodu. Zauważyć bowiem należy, że Cezar od momentu podejścia z legionami pod Gergowię rozpoczął zakrojone na szeroką skalę roboty ziemne, a w krótkim czasie zajął też sąsiednie wzgórze, na którym zbudował tzw. mały obóz, dążąc konsekwentnie do otoczenia i zdobycia miasta.
Dla Cezara nie było tajemnicą, że Wercyngetoryks taktycznie unika bezpośredniego starcia, a jego strategią jest odcięcie Rzymian od dostaw i zagłodzenie ich. Zabronił on jednocześnie swoim ludziom jakichkolwiek starć z żołnierzami rzymskimi, przewidując z góry porażkę Galów. Jednocześnie zdawał sobie sprawę z tego, na co często ważył się prokonsul, więc można też przyjąć tezę, że jego plan zakładał próbę zdobycia Gergowii, a jeśli by to się nie udało, doprowadzenia do bitwy ze zwabionymi zagrożeniem masami wojowników galijskich spieszących na ratunek miastu. Dlatego też Cezar, chwytając okazję, najprawdopodobniej podjął próbę zdobycia oppidum i odcięcia armii Wercyngetoryksa od bazy zaopatrzeniowej, biorąc jednocześnie pod uwagę możliwość zmuszenia Galów do walnej bitwy. Potwierdzają to też w dużej mierze manewry jego legionów. Jeśli chciałby od razu sprowokować bitwę, to nie kazałby maszerować jednemu legionowi na drugą stronę wzgórza, ryzykując jego otoczenie przez masy Galów. Wszystkie kohorty legionu trzynastego zostały w małym obozie. Legion dziesiąty został ustawiony jako ubezpieczenie i nie brał czynnego udziału w starciu do momentu, aż żołnierze legionów ósmego, dziewiątego i piętnastego, wycofując się pod naporem Galów, wbiegli w panice pomiędzy jego szyki.
Główne natarcie nastąpiło między godziną 12 a 14. Zachowując wszelką ostrożność i kryjąc się w zaroślach, Rzymianie podeszli niezauważeni pod same mury miasta, Cezar rozkazał bowiem, żeby przemarsz legionistów odbywał się w pełnej ciszy, bez głośnych komend. Zewnętrzne mury pozbawione praktycznie obrońców zostały szybko sforsowane przez zaprawionych w pracach oblężniczych i zdobywaniu miast galijskich legionistów, którzy zdobyli obozy trzech plemion. Atak Rzymian był nieoczekiwany ze strony Galów, którzy zostali całkowicie zaskoczeni i poszli w rozsypkę. Po tym sukcesie jednak Cezar zaczął tracić kontrolę nad swoimi oddziałami. Legioniści, widząc, że miasto nie jest bronione, rzucili się do plądrowania obozu i szturmowania bram miasta, zapominając, że w pobliżu znajduje się cała armia galijska. Cezar nakazał więc odtrąbić odwrót, lecz w zgiełku dosłyszeli go tylko legioniści X legionu, dla pozostałych był on niesłyszalny. X legion odstąpił od murów oppidum i zachował szyk bojowy. Tymczasem pozostali legioniści, głównie z VIII legionu, nie bacząc na rozkazy legatów i trybunów, rzucili się na wały i zaczęli wdzierać na ich koronę. W tym momencie w bok rozwiniętego szyku Rzymian uderzyły oddziały Galów, którzy czekali do tej pory na atak od strony zachodniej. Zaalarmowani przez wojowników uciekających z obozów rozlokowanych na południe od miasta, po sformowaniu szyków uderzyli na triumfujących Rzymian. Legioniści walczący z liczniejszym przeciwnikiem, atakującym z lepszych, wyżej położonych pozycji zaczęli się cofać. Ich odwrót zamienił się w paniczną ucieczkę, gdy na miejsce starcia przybyli zgodnie z rozkazem Cezara wojownicy edueńscy z zadaniem wsparcia legionistów i powstrzymania naporu Galów. Żołnierze rzymscy, nie zważając na ich odkryte ramiona (znak sprzymierzonych z Rzymianami Galów), rzucili się do ucieczki. Wycofujących się i uciekających ze wzgórza legionistów osłonił legion X wsparty przez kilka kohort XIII legionu przysłanych z małego obozu przez legata Tytusa Sekstiusza. Symptomatyczne jest to, że triumfujących i pełnych bitewnego zapału Galów powstrzymały stosunkowo niewielkie siły (legion X i kilka kohort XIII, zapewne też jakieś organizowane w szyku ad hoc centurie złożone z uciekających legionistów). Pozwala to przypuszczać, że armia rzymska była przygotowana do ewentualnego starcia z główną masą wojowników galijskich. Nic bowiem nie wiadomo o kolejnych atakach Galów na cofających się Rzymian.
W listach pisanych do Senatu Cezar przyznawał się do straty 46 centurionów i około siedmiuset żołnierzy. Jednocześnie zrzucił odpowiedzialność za porażkę na niekarność żołnierzy, którzy jego zdaniem nie wykonali rozkazów, tylko rzucili się do rabowania mienia Galów. Według Gajusza Swetoniusza „W Galii pod Gergowią zniesiono mu (tj. Cezarowi, przyp. aut.) jeden legion doszczętnie”. Niezależnie od słów Swetoniusza, pod Gergowią Cezar utracił co najmniej dwie kohorty legionistów. Straty Galów nie są znane, jednak mogły być one niewiele mniejsze niż armii Cezara. Dotyczy to zwłaszcza początkowego momentu bitwy, kiedy Rzymianie opanowali przez zaskoczenie opasujący miasto obóz, w którym obozowali galijscy wojownicy.